# Pierluigi Castagnetti
Pierluigi Castagnetti (ur. 9 czerwca 1945 w Reggio nell’Emilia) – włoski polityk, wieloletni parlamentarzysta, ostatni przewodniczący partii ludowej.

## Życiorys
Ukończył studia z zakresu nauk politycznych. Zaangażował się w działalność młodzieżówki chadeckiej. Był bliskim współpracownikiem wywodzących się z Chrześcijańskiej Demokracji (DC) ministrów, a także partyjnych liderów. W 1980 sam uzyskał mandat radnego regionu Emilia-Romania, zaś dwa lata później wybrano go na sekretarza regionalnego chadecji.
W latach 1987–1994 zasiadał w Izbie Deputowanych jako poseł X i XI kadencji. Należał do przeciwników wysłania wojsk włoskich celem udziału w I wojnie w Zatoce Perskiej. Po rozwiązaniu DC na skutek afer korupcyjnych, zaangażował się w działalność kolejnych partii chadeckich. Był współzałożycielem Włoskiej Partii Ludowej, z ramienia której w latach 1994–1999 zasiadał w Parlamencie Europejskim jako członek prezydium Europejskiej Partii Ludowej.
W 1997 bez powodzenia ubiegał się o stanowisko przewodniczącego ludowców (pokonał go Franco Marini), dwa lata później stanął na czele PPI. W 2001 wprowadził to ugrupowanie do koalicji Margherita, skupiającej centrowe ugrupowania współpracujące z postkomunistami z Demokratów Lewicy i innymi partiami centrolewicy w ramach Drzewa Oliwnego. W tym samym roku powrócił do Izby Deputowanych (XIV kadencji), mandat poselski utrzymywał także po wyborach w 2006 i 2008 do parlamentu XV i XVI kadencji (do 2013). W 2002 był wśród inicjatorów przekształcenia Margherity w jednolitą formację, od 2007 należy do współtworzonej przez to ugrupowanie Partii Demokratycznej.
W 2002 stawiano mu zarzuty korupcyjne za działania z początku lat 90., jednak postępowanie w tym zakresie zostało umorzone wobec przedawnienia. W latach 2006–2008 był wiceprzewodniczącym Izby Deputowanych. Na pierwszym posiedzeniu XVI kadencji w dniu 29 kwietnia 2008 pełnił obowiązki przewodniczącego do czasu wyboru Gianfranca Finiego.